# Michail Dmitrijevič Těbeňkov

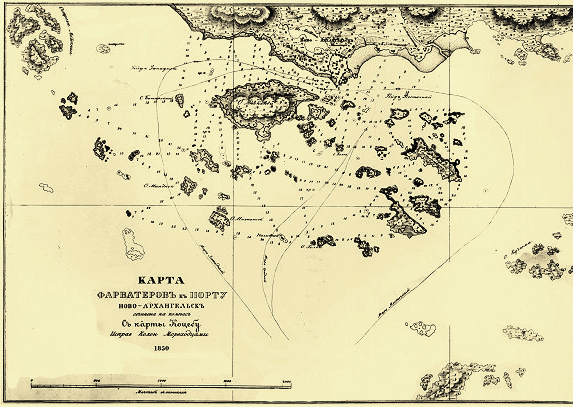
Část mapy Sitky, kde byly Těbeňkovovy mapy kresleny

Michail Dmitrijevič Těbeňkov (rusky Михаил Дмитриевич Тебеньков, 1802 – 3. dubna 1872) byl viceadmirál
ruského carského námořnictva, guvernér Ruské Ameriky a ruský hydrograf známý zejména pro zmapování pobřeží Aljašky.
Po dokončení kadetní školy v roce 1821 nastoupil do tříleté služby na lodích v Baltském moři. V roce 1824 velel dřevorubeckým pracím pro loďaře prováděným v okolí Narvy. V lednu 1825 začal pracovat pro Rusko-americkou společnost, což určilo další směr jeho kariéry. V letech 1829–1831 zmapoval Nortonův záliv.
V roce 1845 se stal guvernérem Ruské Ameriky, kterým byl do roku 1849.